# 約納島
約納島（英語：Jona Island），是南極洲的島嶼，位於葛拉漢地西岸的盧貝海岸，處於韋爾特曼島東端以北6公里的哈努斯灣，屬於貝內特群島的一部分，由美國探險隊拍攝空中照片，現時由南極條約體系管理。